# 대쟁
대쟁(大箏) 탄현악기의 하나이다. 사부악기이며, 당악기이다. 긴 오동나무 통에 명주실 13개 혹은 15개를 매어 손가락으로 뜯는다.
예전에 당악계 음악에서 쓰였으나 지금은 쓰는 일이 거의 없다. 가야금과 비슷하나 보다 커서 소리가 웅장하고 밝고 부드럽다. 그냥 쟁이라고도 불리며, 중국 고대부터 쓰이던 중국 속악기(俗樂器)로, 한국에도 일찍이 고구려에 이와 비슷한 악기들이 있었던 것 같으나, 고려 예종 때에 중국의 쟁이 들어왔다.
가야금이나 거문고처럼 오동나무로 통을 만들고 뒤판 네 귀퉁이에 오목(烏木)이라 불리는 발이 붙어 있다. 줄은 13개 혹은 15개를 매는데, 13개 맨 것을 그냥 쟁, 15개 맨 것을 대쟁이라고 구별하여 부르기도 한다. 가야금 안족과 비슷한 기둥(柱)으로 줄을 괴고 뜯는 법은 가야금과 같다. 조현법은 다음과 같은데, 12율을 내기 위하여 기둥의 뒤를 눌러서(力按) 반음을 하나씩 더 내기도 한다.